# Laitia Tuilau
Laitia Tuilau (8 maggio 1987) è un calciatore figiano, centrocampista del Labasa.

## Carriera

### Nazionale
Ha partecipato alla Coppa d'Oceania del 2012.